# Шевченкове (Запорізький район)
Шевче́нкове — село в Україні, у Запорізькому районі Запорізької області. Входить до складу Павлівської сільської громади.
Площа села – 66,3 га. Кількість дворів – 60, кількість населення на 01.01.2007 р.  –  123 чол.

## Географія
Село Шевченкове знаходиться на лівому березі річки Солона, вище за течією на відстані 1 км розташоване село Солоне, нижче за течією на відстані 1 км розташоване село Першозванівка. Річка в цьому місці пересихає, на ній зроблено кілька загат. Поруч проходить залізниця, станція Новогуполівка за 2 км.
Село розташоване за 29 км від міста Вільнянськ, за 55 км від обласного центру. 

## Історія
Село Шевченкове було засноване в 1921-1922 рр. малоземельними селянами.
В 1932-1933 селяни пережили сталінський геноцид.
З 24 серпня 1991 року село входить до складу незалежної України.
До 2016 орган місцевого самоврядування — Семененківська сільська рада.

## Сьогодення
В центрі села знаходиться братська могила вояків Червоної армії і радянський пам'ятник односельцям, що загинули під час Другої світової війни в складі військових формувань СРСР. 
День села відзначається 20 вересня.
12 червня 2020 року, відповідно до розпорядження Кабінету Міністрів України № 713-р «Про визначення адміністративних центрів та затвердження територій територіальних громад Запорізької області», село увійшло до складу Павлівської сільської територіальної громади.
19 липня 2020 року, в результаті адміністративно-територіальної реформи та ліквідації Вільнянського району, село увійшло до складу новоутвореного Запорізького району.

## Населення

### Мова
Розподіл населення за рідною мовою за даними перепису 2001 року:
| Мова       | Кількість | Відсоток |
| ---------- | --------- | -------- |
| українська | 128       | 78.53%   |
| російська  | 33        | 20.24%   |
| білоруська | 2         | 1.23%    |
| Усього     | 163       | 100%     |